# كزافييه فييرا
كزافييه فييرا (14 يناير 1992 في أندورا - ) هو لاعب كرة قدم أندوري في مركز الوسط. شارك مع منتخب أندورا تحت 21 سنة لكرة القدم ومنتخب أندورا لكرة القدم. أما مع النوادي، فقد لعب مع Atlético Monzón ‏.

## وصلات خارجية
- كزافييه فييرا على موقع الاتحاد الأوربي (الإنجليزية)
- كزافييه فييرا على موقع قاعدة بيانات كرة القدم.إي يو (الإنجليزية)
- كزافييه فييرا على موقع ناشيونال فوتبول تيمز (الإنجليزية)
- كزافييه فييرا على موقع Soccerway.com (الإنجليزية)
- كزافييه فييرا على موقع عالم كرة القدم.نت (الإنجليزية)